# Xã đặc quyền Grand Haven, Michigan
Xã Grand Haven (tiếng Anh: Grand Haven Township) là một xã thuộc quận Ottawa, tiểu bang Michigan, Hoa Kỳ. Năm 2010, dân số của xã này là 15.178 người.